# Lis Groes
Anne Lisbet 'Lis' Groes (født 2. november 1910 i København, død 12. marts 1974 smst) var en dansk socialdemokratisk politiker og minister.
Født i København som datter af adjunkt P. Madsen Lindegaard og skoleinspektør Signe Andrea Tørsleff. Med sin mand, direktør Ebbe Groes, fik hun 9 børn: Mette (1937), Niels (1938), Arne (1939), Lise (1941), Inge (1942), Uffe (1944), Birte (1947), Tyge (1949) og Eske (1951).
Lis Groes var medlem af Folketinget 1960-71 (valgt med høje stemmetal i Køgekredsen), og må betegnes som en af efterkrigstidens kvindelige pionerer. Hun har markeret sig på en række områder, først og fremmest som handelsminister, formand for Forbrugerrådet 1949-53 og igen 1968-74 og mangeårig frontfigur i Dansk Kvindesamfund, hvor hun var formand 1958-64.
Hun var minister for handel, industri og søfart i Regeringen Hans Hedtoft III 1953-55 og Regeringen H.C. Hansen I 1955-57.